# Lagunas (Alto Amazonas)
El distrito de Lagunas (fundada Santiago de la Laguna en 1670) es una localidad peruana capital del distrito homónimo, ubicado en la provincia de Alto Amazonas en el departamento de Loreto. Se encuentra a una altitud de aproximadamente 118 m s. n. m. Según el censo tiene una población de 15,415 habitantes.Tiene como dialecto indígena el Kukama Kukamiria.  

## Clima
| Parámetros climáticos promedio de Lagunas | Parámetros climáticos promedio de Lagunas | Parámetros climáticos promedio de Lagunas | Parámetros climáticos promedio de Lagunas | Parámetros climáticos promedio de Lagunas | Parámetros climáticos promedio de Lagunas | Parámetros climáticos promedio de Lagunas | Parámetros climáticos promedio de Lagunas | Parámetros climáticos promedio de Lagunas | Parámetros climáticos promedio de Lagunas | Parámetros climáticos promedio de Lagunas | Parámetros climáticos promedio de Lagunas | Parámetros climáticos promedio de Lagunas | Parámetros climáticos promedio de Lagunas |
| Mes                                       | Ene.                                      | Feb.                                      | Mar.                                      | Abr.                                      | May.                                      | Jun.                                      | Jul.                                      | Ago.                                      | Sep.                                      | Oct.                                      | Nov.                                      | Dic.                                      | Anual                                     |
| ----------------------------------------- | ----------------------------------------- | ----------------------------------------- | ----------------------------------------- | ----------------------------------------- | ----------------------------------------- | ----------------------------------------- | ----------------------------------------- | ----------------------------------------- | ----------------------------------------- | ----------------------------------------- | ----------------------------------------- | ----------------------------------------- | ----------------------------------------- |
| Temp. máx. media (°C)                     | 31.9                                      | 31.7                                      | 31.4                                      | 31.4                                      | 31                                        | 30.9                                      | 30.9                                      | 32.3                                      | 32.6                                      | 32.3                                      | 32                                        | 32.3                                      | 31.7                                      |
| Temp. media (°C)                          | 27                                        | 27                                        | 26.8                                      | 26.6                                      | 26.4                                      | 26.1                                      | 25.9                                      | 26.7                                      | 27                                        | 27                                        | 27                                        | 27.2                                      | 26.7                                      |
| Temp. mín. media (°C)                     | 22.1                                      | 22.3                                      | 22.2                                      | 21.9                                      | 21.9                                      | 21.4                                      | 21                                        | 21.1                                      | 21.4                                      | 21.8                                      | 22.1                                      | 22.1                                      | 21.8                                      |
| Fuente: climate-data.org                  |                                           |                                           |                                           |                                           |                                           |                                           |                                           |                                           |                                           |                                           |                                           |                                           |                                           |